# Thiat
Thiat foi uma comuna francesa na região administrativa da Nova Aquitânia, no departamento de Alto Vienne. Estendia-se por uma área de 11,35 km². Em 2010 a comuna tinha 170 habitantes (densidade: 15 hab./km²).
Em 1 de janeiro de 2019, passou a fazer parte da nova comuna de Val-d'Oire-et-Gartempe.